# Lijst van hypermarkten
Dit is een lijst van hypermarkten uitgesplitst naar land op alfabetische volgorde.

Voorkomen van Hypermarkten in de wereld.
Hypermarkten aanwezig
Hypermarkten gepland
Geen hypermarkten of geen informatie
Voorheen hypermarkten

## Andorra
- Andorra 2000
- E.Leclerc
- Hiper Andorra
- Hiperpas

## België

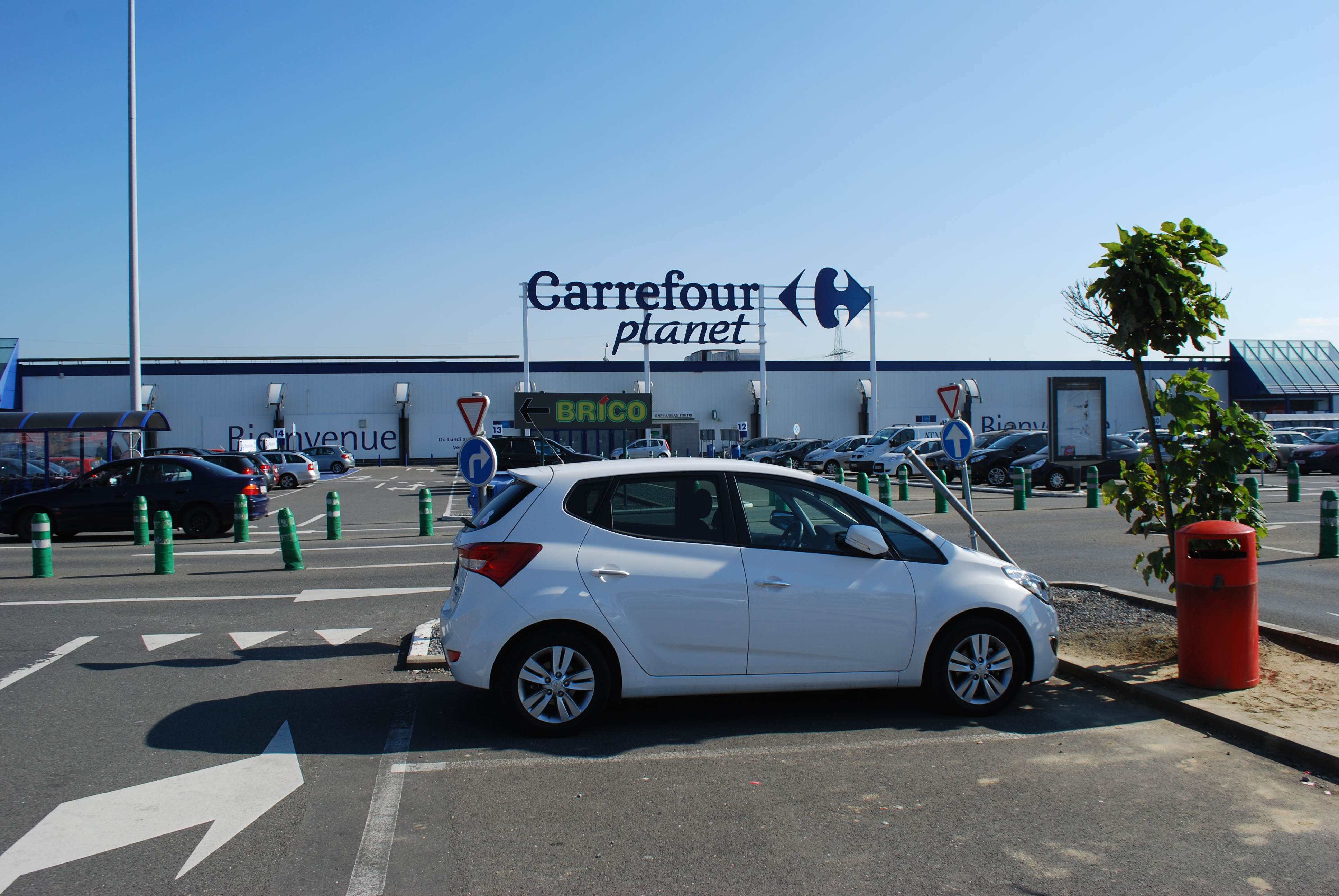
Een Carrefour Planet hypermarkt in Herstal

In het begin van de jaren 1960 waren de eerste hypermarkten in België (Vlaanderen en Brussel) geopend door de GIB Groep onder de naam Superbazar (later: Maxi GB/Bigg's) in Oudergem, Anderlecht en Brugge.
In 2000 nam de Groupe Carrefour GB winkels over en Maxi GB en Bigg's werden alle Carrefours hypermarkten. In 2007 waren er in totaal 63 hypermarkten in België.
In mei 2013, telde België totaal 67 hypermarkten, waaronder 60 die van de Carrefour hypermarkten zijn (inclusief de 15 Carrefour Planets) en 7 Cora hypermarkten van de Louis Delhaize Groep in Wallonië en Brussel.
De grootste hypermarkten van België zijn een Cora hypermarkt in Anderlecht (Brussel) met een oppervlakte 15.000m², en de tweede grootste is de Carrefour Planet in het B-Park winkelcentrum in Brugge met een grootte van 14.000m².
- Cora
- Carrefour
- Carrefour Planet

### Oude hypermarkten
- Bigg's Continent
- Maxi GB
- Superbazar

## Brazilië
- Bompreço
- Carrefour
- CompreBem
- Extra Hipermercados
- Grupo Pão de Açúcar
- Hipermercado Big
- Sendas
- Supermercados Condor
- Walmart

## Canada
- Atlantic Superstore
- Maxi & Cie
- Real Canadian Superstore
- Target
- Walmart

## China
- Auchan
- Bailian
- Carrefour
- Hualian
- Jusco
- Tesco
- Walmart

## Duitsland
- E-Center
- Famila
- HIT
- Globus
- Kaufland
- Marktkauf
- Plaza
- Real
- Toom

## Estland

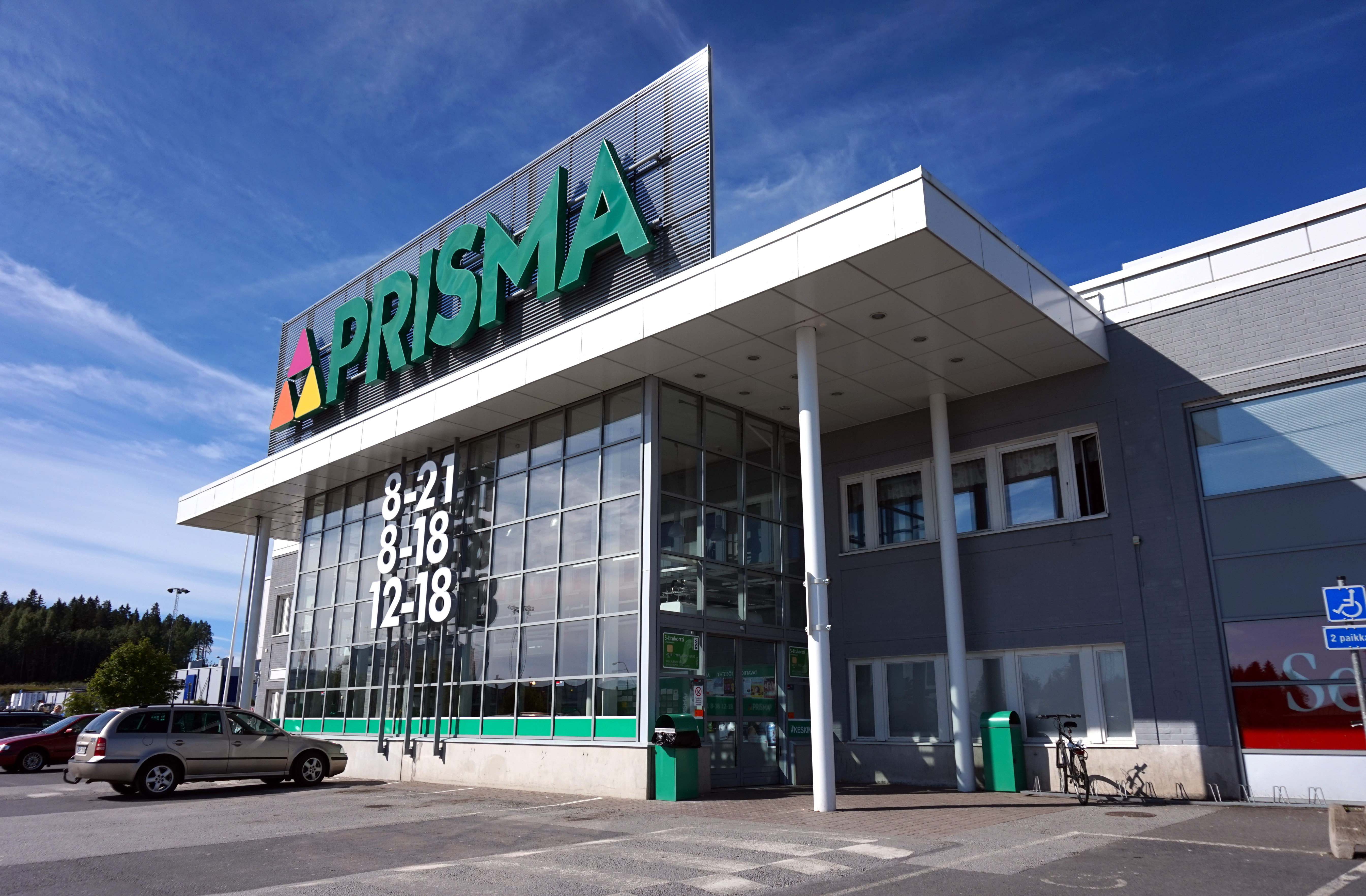
Een Prisma in de Finse stad Jyväskylä.

- Prisma

## Finland
- Prisma

## Frankrijk

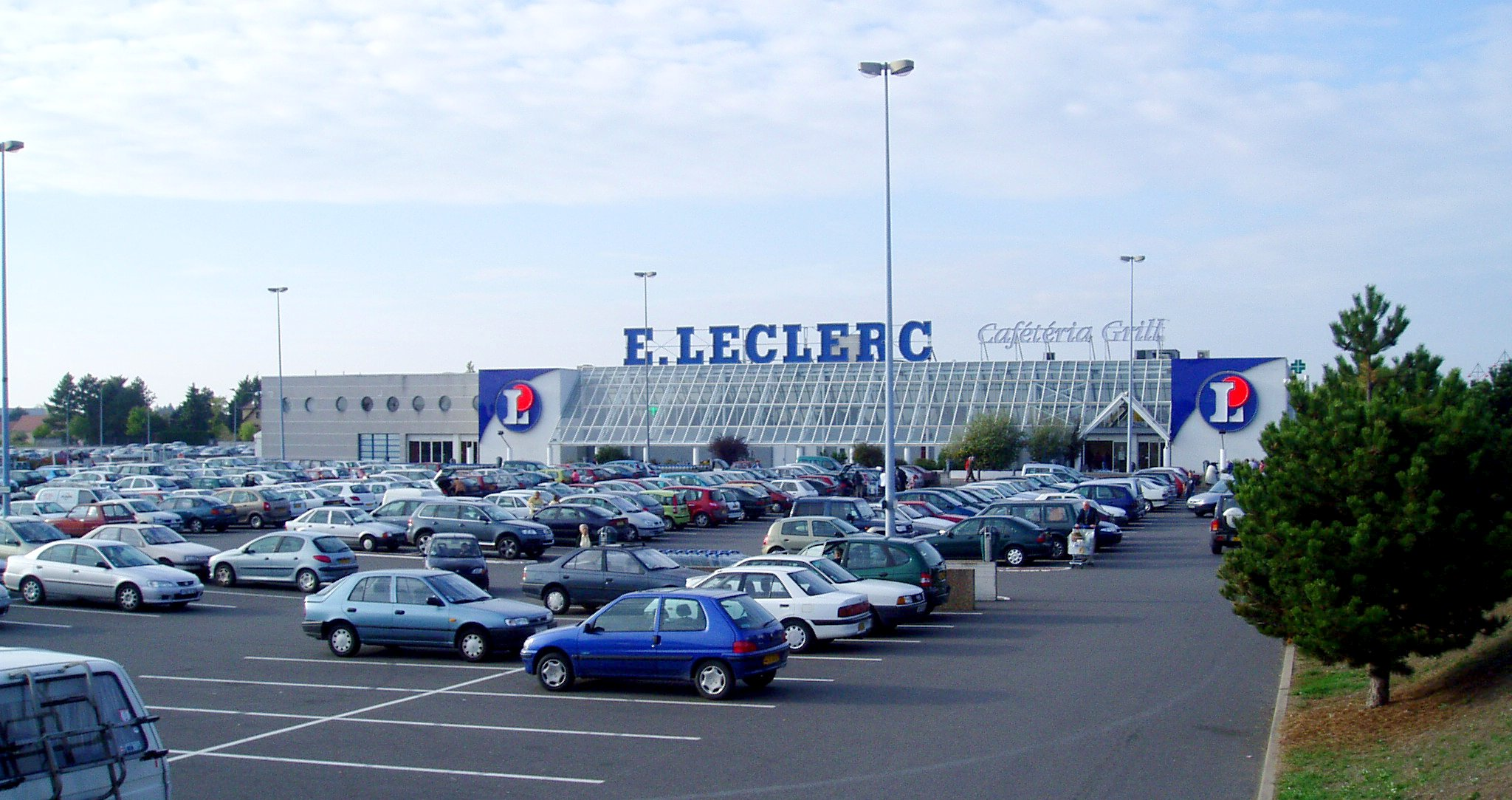
Een hypermarkt van E.Leclerc in Avermes in het departement Allier in Auvergne.

In Frankrijk is het hypermarktconcept uitgegroeid tot een echt succes, met op dit moment ongeveer 2 000 hypermarkten in het land.
De eerste Europese hypermarkt in Frankrijk geopend door Carrefour in Sainte-Geneviève-des-Bois bij Parijs. Eind 2014 waren er 237 hypermarkten van Carrefour in Frankrijk.
- Auchan
- Carrefour
- Cora
- E.Leclerc
- Géant Casino
- Géant Discount
- Hyper Casino
- Hyper U
- Intermarché Hyper
- Maxi Coop
- Migros MMM
- Record (Grosbliederstroff)

## Griekenland
- Carrefour

## India
- Big Bazaar
- D-Mart
- HyperCity
- LuLu Hypermarket
- Metro
- More Megastore
- Shoprite Hyper
- Spencer’s Hyper
- Star Bazaar
- Vishal Megamart
- V-Mart

## Italië
- Auchan
- Bennet
- Billa
- Carrefour
- E.Leclerc-Conad
- Esselunga
- Il Gigante
- Interspar
- Ipercoop
- Iperfamila
- IperSimply
- Ipersigma
- Ipersisa
- Panorama
- Pellicano

## Kroatië
- B-Hyper
- Billa
- CBA
- Getro
- Interspar
- Kaufland
- Konzum
- Mercator
- Metro
- Tommy

## Luxemburg
- Auchan
- Cactus
- Cora

## Mexico
- Casa Ley
- Chedraui
- Comercial Mexicana
- Soriana
- Walmart

## Nederland

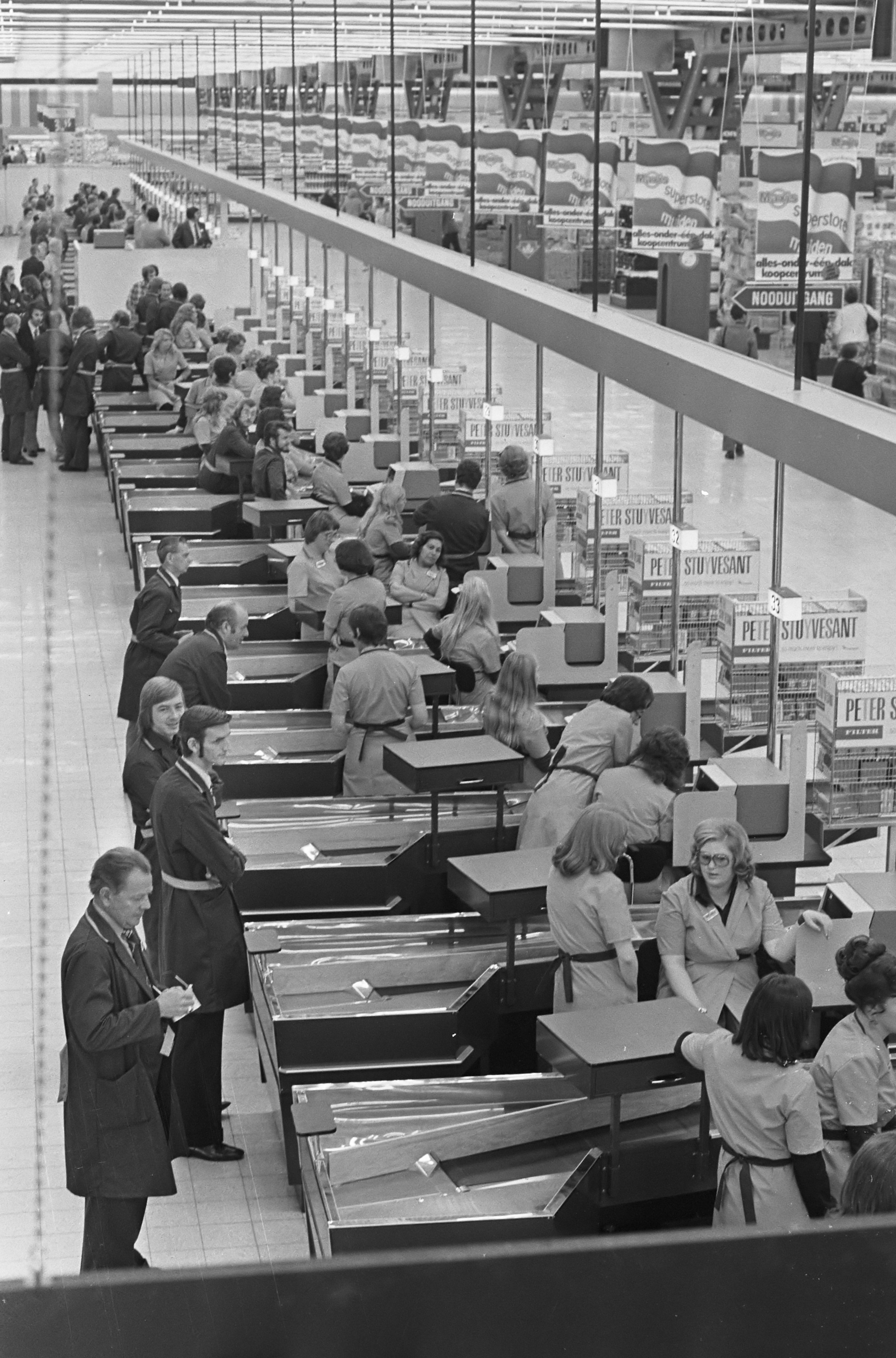
Rijen kassa's bij de net geopende Maxis superstore tussen Diemen en Muiden op 11 september 1974.

Nederland is het enige land in Europa dat geen hypermarkten heeft, ondanks verscheidene pogingen van bedrijven als Ahold in 1971 met de keten Miro, SHV Holdings in 1973 met Trefcenter en de Bijenkorf in 1974 met Maxis. In 2000 zijn de laatste hypermarkten (Maxis) in Nederland verdwenen.
De grootste supermarkt van Nederland qua oppervlakte was omstreeks 2013 de Jumbo Foodmarket in Breda met een oppervlakte van 6000 vierkante meter. De winkel biedt alleen levensmiddelen aan en kan daarom niet worden beschouwd als een hypermarkt, maar eerder een "supertraiteur".

## Polen
- Auchan
- Bi1
- Carrefour
- E.Leclerc
- Kaufland
- Tesco

## Rusland
- Auchan (Ашан)
- Globus
- Karusel (Карусель)
- Lenta (Лента)
- Liniya (Линия)
- Metro
- Nash Hypermarket ((Наш Гипермаркет)
- OK (О'Кей)
- Prisma
- Real
- Vester (Вестер)

## Slovenië
- E.Leclerc
- Interspar

## Spanje
- Alcampo (Auchan)
- Carrefour
- E.Leclerc
- Eroski
- Hipercor
- Hiperdino (alleen op de Canarische Eilanden)
- Esclat
- HiperCentro (alleen op de Balearen [Mallorca, Ibiza, Menorca en Formentera]

## Verenigd Koninkrijk
- Asda (Walmart)
- Morrisons
- Sainsbury's
- Tesco

## Verenigde Staten
- Bigg's
- Fred Meyer
- Kmart
- Kroger
- Meijer
- Target
- Walmart

## Zuid-Afrika
- Checkers Hyper
- Pick 'n Pay Hypermarket
- Shoprite Hyper
- U-Save Superstore